# 300 (szám)
A 300 (háromszáz) a 299 és 301 között található természetes szám. Háromszögszám. Két testvérprím összege. 10 egymást követő prím összege (13 + 17 + 19 + 23 + 29 + 31 + 37 + 41 + 43 + 47). Harshad-szám

## Matematikai tulajdonságai
A 300 háromszögszám, egy ikerprím összege (149+151), és 10 egymást követő prímszám összege (13 + 17 + 19 + 23 + 29 + 31 + 37 + 41 + 43 + 47). A 300 Harshad-szám
Erősen bővelkedő szám: osztóinak összege nagyobb, mint bármely nála kisebb pozitív egész szám osztóinak összege.

## Egyéb területeken
- A bowlingban egy olyan ütés pontértéke, mikor mind a tíz bábu egy gurításra eldől.
- A legalacsonyabb hitelezési besorolás az USA-ban
- Frank Miller képregénye
- A képregény alapján készült film